# Фасыл
Фасыл (тур. Fasıl) — сюита из классической османской музыки. Похож на арабские нубу и васлу.
Классический фасыл обычно включает в себя такие части музыкального произведения, как таксим, пешрев, кар, бесте, агыр семаи, юрюк семаи, газель, шаркы и саз семаи, которые исполняются непрерывно и связаны между собой аранжировками аранагме (тур. aranağme).
Современный фасыл включает в себя таксим, пешрев, шаркы (агыр аксак), юрюк семаи, тюрк акшагы, таксим, шаркы (некоторые — с увеличивающимся темпом) и саз семаи.
Традиционный фасыл — как классический, так и современный — это музыкальное действо, отличное от исполнения «восточных» или «арабесковых» поп- и фолк-песен, встречающихся в мейхане и тавернах, которые иногда называются одинаково.